# 張湧
張 湧（ちょう ゆう、1956年3月 - ）は、中華人民共和国の農学者。中国工程院院士。現職は農業農村部動物生物技術重点開放実験室主任兼陝西省動物胚胎工程技術研究中心主任。

## 経歴
1956年3月、内モンゴル自治区ホリンゴル県で生まれる。1977年、内モンゴル農牧学院（現在の内モンゴル農業大学）獣医学科に入学した。1982年に大学卒業と同時に同校の教職員となった。1987年7月、西北農林科技大学獣医学科修士課程を経て、西北農林科技大学獣医学科博士課程修了。1999年9月から2007年9月まで西北農林科技大学動物科技学院教授、博士課程の指導者。2007年9月現在、西北農林科技大学動物医学院教授、博士課程の指導者。

## 栄典
- 2016年度国家技術発明二等賞[1]。
- 2019年11月22日、中国工程院院士[3]。